# Sonnet 121

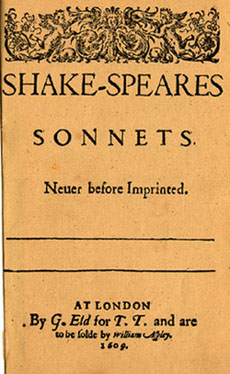
Sonnetten van Shakespeare, 1609

Sonnet 121 is een van de in 1609 gepubliceerde 154 sonnetten geschreven door de Engelse toneelschrijver en dichter William Shakespeare. Het maakt deel uit van een reeks die bekendstaan als de Fair Youth-sonnetten. Hierin drukt de dichter zijn liefde uit voor een jonge man. In dit sonnet gaat de dichter tekeer tegen de hypocrisie van mensen die hem zijn seksuele avontuurtjes (zijn sportive blood) verwijten terwijl ze zelf niet onbesproken zijn.

## Shakespeares tekst
| Sonnet 121 ’Tis better to be vile than vile esteemed When not to be receives reproach of being, And the just pleasure lost, which is so deemed Not by our feeling but by others' seeing. For why should others' false adulterate eyes Give salutation to my sportive blood? Or on my frailties why are frailer spies, Which in their wills count bad what I think good? No, I am that I am, and they that level At my abuses reckon up their own. I may be straight though they themselves be bevel; By their rank thoughts my deeds must not be shown, Unless this general evil they maintain: All men are bad and in their badness reign. |

## Vertaling
't Is beter schandelijk te zijn dan schandelijk te schijnen

Als iedereen het je verwijt terwijl je het niet bent;

En je de achting verspeelt waar je recht op hebt,

Niet hoe je het zelf aanvoelt, maar wel hoe anderen je zien.

Waarom denken die onzuivere valse ogen van vreemden

Iets te mogen aanmerken op mijn avontuurtjes?

Die moreel zwakke mensen maken mijn rekening,

En wat ik goed acht is voor hen iets slechts.

Nee, ik ben wie ik ben, en zij verwijten mij slechts fouten 

Die ze zelf hebben begaan,

Want ik kan goed en eerlijk zijn en zij zelf degenen die corrupt zijn;

Door hun slechte gedachten mag ik mezelf niet blootgeven,

Tenzij ze dit als algemene regel stellen:

Alle mensen zijn slecht en door hun slechtheid heersen zij.

## Analyse
Shakespeares sonnetten zijn voornamelijk geschreven in een metrum genaamd jambische pentameter, een rijmschema waarin elke versregel bestaat uit tien lettergrepen. De lettergrepen zijn verdeeld in vijf paren, jamben genoemd, waarbij elk paar begint met een onbeklemtoonde lettergreep.